# Starjammers (cómic)
Los Starjammers —o Saqueadores Estelares en España— son un equipo de ficción de piratas espaciales de las páginas de los X-Men de Marvel Comics. Aparecieron por primera vez en Uncanny X-Men vol. 1 # 107 (octubre de 1977) y fueron creados por Chris Claremont y Dave Cockrum.

## Biografía ficticia

### Origen
La historia de los Starjammers comenzó cuando Christopher Summers, un piloto militar de los Estados Unidos, regresaba con su familia de un viaje a Alaska. Sin previo aviso, su avión fue atacado. La esposa de Christopher, Katherine, envió a sus dos hijos (Scott Summers y Alexander Summers, quienes más tarde se convertirían en los X-Men Cíclope y Kaos) en el único paracaídas y los empujó fuera del avión para salvar sus vidas. Christopher y Katherine fueron entonces teletransportados desde su avión con destino a una nave extraterrestre de la raza llamada Shi'Ar. Estos estaban en una misión de exploración zoólogica para llevarse a un elemplar humano. Ellos fueron puestos a disposición de D'Ken, el entonces gobernante del Imperio Shi'Ar, que fue atraído de inmediato por Katherine, a quien hizo su concubina y el envío a su marido a las fosas de los esclavos. Finalmente, Christopher escapó y llegó con D'Ken para tratar de asesinarlo. Sin embargo, fue capturado y castigado asesinando a su esposa delante de sus ojos, y su hijo nonato arrancado de su vientre. El abatido Christopher, fue enviado a un campamento minero en otro planeta.

### Formación del equipo
Mientras trabajaba en el campo minero, Christopher fue testigo de como los guardias golpeaban sin piedad a una mujer-felino, Hepzibah. Él intervino y consiguió que se detuvieran, pero fue vencido. La mujer fue trasladada a las celdas de detención. Un poco más tarde, Raza y Ch'od pasaron por su celda y le preguntaron a Christopher por el paradero de su compañera, Hepzibah. Por desgracia, Chris estaba demasiado asustado para responder. Chris se sintió culpable y se dirigió a las habitaciones de los guardias y mató a uno de ellos. Rodeado por todos, la causa de Christopher parecía perdida, cuando Raza y Ch'od intervinieron: Después de derrotar a los guardias, liberaron a la mujer-gato y se colaron a bordo de una nave Shi'Ar. Christopher tomó el nombre clave de Corsario. Los demás nombraron a Chris su capitán y se convirtieron en los Starjammers, un grupo de piratas espaciales rebeldes contra la tiranía de D'Ken'.

### Carrera como piratas estelares
Los Starjammers han tenido muchas aventuras a través del universo, muchos de ellas en la Tierra con los X-Men. Christopher Summers, finalmente se reunió con sus hijos perdidos hace mucho tiempo, ahora convertidos en X-Men. A veces, el grupo tuvo entre sus filas al Profesor Charles Xavier y a la Emperatriz Shi'Ar Lilandra. El grupo participó en la derrota de la amenaza cósmica Magus, asistidos por el Profesor X y los Nuevos Mutantes. Cuando los Skrulls hicieron una incursión en territorio Shi'Arr, los Starjammers se vieron derrotados, secuestrado y duplicado. Fueron rescatados después de su encarcelamiento por parte de los X-Men.
Hulk y Silver Surfer fueron reclutados para ayudar a los Starjammers en una incursión en el espacio Troyjan, para rescatar a varios amigos de Hulk. Una violenta pelea se desató con el asesinato de varios enemigos de los Starjammers. El grupo también se alió temporalmente con los Vengadores.

### Caída del Imperio Shi'Ar
El tercer hijo perdido de Corsario, Gabriel Summers, ahora convertido en el poderoso mutante conocido como Vulcan, viajó desde la Tierra al espacio en busca de venganza contra los Shi'Ar, principalmente contra el loco emperador D'Ken, tras la muerte de su madre. A través del curso de la historia, Vulcan se alía con Ave de Muerte para destronar a su hermana como emperador, pero más tarde se ponen del lado de D'Ken en contra de los X-Men y los Starjammers, que buscan poner fin a sus planes de venganza. Vulcan mató a D'Ken, y al casarse con Deathbird, asume el trono del imperio Shi'Ar para sí mismo. Al final, Corsario, el padre de Vulcan, es aparentemente asesinado. Hepzibah se marcha a la Tierra con los X-Men, mientras que Kaos, Polaris y Rachel Summers se quedan atrás. Kaos decide asumir la posición de su padre como líder de los Starjammers. Polaris opta por quedarse con él. Rachel se queda tras haber desarrollado una relación íntima con Korvus, un guerrero Shi'Ar. La misión de los Starjammers es derrotar a Vulcan y devolver a Lilandra al trono del Imperio Sh'iAr.
Hebzibah no expresa ningún deseo de volver a los Starjammers después de la muerte de Corsario, y ha decidido quedarse en la Tierra y convertirse en un X-Man. Los Starjammers son ahora: Kaos, Polaris, Ch'od, Rachel Summers, Raza, Korvus, Sikorsky, y Cr'eee.

### Imperio de Vulcan
Vulcano organiza un ejército para matar a los Starjammers, pero una nueva raza alienígena se involucra en el conflicto. El nombre de la nueva raza de traduce como "¡Muerte a los Shi'ar", lo que obliga a los Starjammers a unir fuerzas con los Shi'Ar. Al final, la mayoría de los Starjammers fueron capturados y encarcelados por Vulcan. Lilandra, Korvus y Rachel escapan y permanecen libres.
Eventualmente, Kaos logra liberarse y rescata a los Starjammers, quienes huyen de Vulcan y evaden a la Guardia Imperial.
Más tarde, los Starjammers viajan hacia Attilan, la tierra sagrada de los Inhumanos, luego de que Vulcan intenta dominar su reino. Lilandra muere en el combate, pero al final, el propio Vulcan perece en combate contra Black Bolt, el rey de los Inhumanos. Kaos, Polaris y Rachel terminarán dejando a los Inhumanos y deciden regresar a la Tierra.
Como resultado de la explosión ocasionada en la batalla mortal entre Vulcan y Black Bolt, fue generada una "lágrima" del espacio-tiempo llamada "The Fault".
Gladiador, ahora Majestor de los Shi'Ar envía un escuadrón de soldados de la Guardia Imperial y los Starjammers Ch'od y Raza, para investigar la falla.

## Integrantes del equipo
- Corsario (Christopher Summers): Líder y fundador, hoy fallecido.
- Hepzibah: Amante de Corsario hasta su muerte. Un miembro de la raza Mephitisoid, su verdadero nombre es casi impronunciable para los humanos. Actual miembro de los X-Men y exmiembro de Fuerza-X. Dejó a los Starjammers después de la muerte de Corsario.
- Ch'od : Gran criatura reptilesca, miembro de la raza Saurid.
- Raza Longknife : Un Shi'Ar cyborg.
- Cr'eee : Una criatura blanca y peluda, mascota de Ch'od que solamente él puede entender.
- Sikorsky : Robot-insecto, experto médico.
- Waldo : La inteligencia artificial de la nave de los Starjammers, destruido sin posibilidad de reparación.
- Binary (Carol Danvers / Ms. Marvel): Adquirió nuevos poderes después de su encuentro con Rogue. Ms. Marvel es actualmente miembro de los Nuevos Vengadores.
- Lilandra Neramani : Ex emperatriz del Imperio Shi'Ar. Asesinada por Darkhawk (que fue controlado por Razor) en War of Kings.
- Profesor X : El fundador de los X-Men.
- Keeyah: Un Kree que fungió brevemente como piloto.
- Kaos (Alexander Summers): Fue líder / capitán tras la muerte de su padre.
- Polaris (Lorna Dane): Amante de Kaos.
- Rachel Summers: Otrora anfitriona de la Fuerza Fénix.
- Korvus: Descendiente de un gran general Shi'Ar huésped de la Fuerza Fénix.

## Otras versiones

### Era de Apocalipsis
Aquí, los Starjammers eran unos esclavos que escaparon del control del Emperador D'Ken. El equipo lo conformaron Corsario, Hepzibah, Raza y Ch'Od.

## En otros medios

### Televisión
- X-Men: Los Starjammers aparecieron durante los 5 capítulos de la Saga de Fénix y en otro capítulo más. Los integrantes eran Corsario, Hepzibah, Ch'Od, Raza y Cr+eee.